# Liste des maires de Pau
 (août 2024).
Si vous disposez d'ouvrages ou d'articles de référence ou si vous connaissez des sites web de qualité traitant du thème abordé ici, merci de compléter l'article en donnant les références utiles à sa vérifiabilité et en les liant à la section « Notes et références ».
Cet article dresse une liste par ordre de mandat des maires de la ville de Pau.

## Liste des maires de Pau
| Nom           | Nom                                              | Période                            | Parti         | Notes |  |
| XVIIIe siècle | XVIIIe siècle                                    | XVIIIe siècle                      | XVIIIe siècle | XVIIIe siècle |  |
| ------------- | ------------------------------------------------ | ---------------------------------- | ------------- | --- |  |
|               | Jean-Louis de Navailles-Angais (1735-1812)       | 13 février 1790-septembre 1793     |               | Syndic général des Etats de Béarn, élu le 13/02/1790 au suffrage indirect par 317 voix sur 546 votants. Installé le 05/03/1790 Adjoints : de Laloubère, Broucaret, Pène Gaureret Réélu le 27/11/1791 par 217 voix sur 300 votants Réélu le 23/12/1792 par 251 voix sur 284 votants |  |
|               | Pierre Seguinotte Jeune (1756-1827)              | 27 septembre 1793                  |               | Avoué. Désigné le 27/09/1793 avec le Conseil municipal par les Représentants du peuple Monestier (Puy-de-Dôme) et Pinet |  |
|               | Jean Paul Philippe Bénédict Picamilh (1739-1809) | 11 décembre 1794                   |               | Diplomate. Désigné le 11/12/1794 par le Représentant du peuple Monestier (de la Lozère) |  |
|               | Jean-Louis de Navailles-Angais (1735-1812)       | 2 février 1795                     |               | Désigné le 02/02/1795 par le Représentant du peuple Monestier (de la Lozère) |  |
|               | Jean Réveil (1761-an XII)                        | 8 novembre 1795                    |               | Négociant. Nommé le 31/10/1795 par le Comité de Législation, élu au Conseil municipal le 07/11/1795 par 541 voix sur 966 votants. Maire le 08/11/1795 par arrêté du Gouvernement |  |
|               | Pierre Lafargue (vers 1740-1812)                 | 31 mars 1797                       |               | Docteur en médecine. Elu au Conseil municipal le 29/03/1797 par 589 voix sur 1162 votants. Maire le 31/03/1797 par arrêté du Gouvernement |  |
|               | Joseph Dulaurier (vers 1755-1813)                | 20 avril 1798                      |               | Marchand orfèvre. Elu le 20/04/1798. Maire le 20/04/1798 par arrêté du Gouvernement |  |
|               | Pierre-Paul Bardet (1737-1813)                   | 19 septembre 1798                  |               | Conseiller à la Cour. Elu au Conseil municipal le 18/09/1798 par 589 voix sur 1162 votants. Maire le 19/09/1798 par arrêté du Directoire exécutif |  |
|               | Jean-Baptiste Castaing-Foix (17..-18..)          | 5 mai 1799                         |               | Avocat. Elu au Conseil municipal le 07/04/1799 par 324 voix sur 1332 votants. Maire le 05/05/1799 par arrêté du Directoire |  |
|               | Jean-Pierre Fougère (1735-18..)                  | 8 août 1799                        |               | Notaire. Déjà conseiller municipal. Maire le 08/08/1799 par arrêté du Directoire |  |
| XIXe siècle   |                                                  |                                    |               | |  |
|               | Théophile Joseph Dufau (1754-1829)               | 9 janvier 1800                     |               | Maire le 09/01/1800 par arrêté du Délégué des Consuls |  |
|               | Jean Paul Philippe Bénédict Picamilh (1739-1809) | 1er mai 1800                       |               | Maire le 08/03/1800 par arrêté des Consuls. Installé le 1er/05/1800 Adjoints : Dufau, Batsalle |  |
|               | Jean-Baptiste Henry d'Espalungue (1732-an XII)   | 1800 - 1804                        |               | Officier. Maire le 01/08/1800 par arrêté du Premier Consul. Installé le 24/08/1800 Adjoints : Dufau, Batsalle Décédé en fonction le 01/05/1804 |  |
|               | Pierre de Batsalle (1746-1856)                   | 1805-1809                          |               | Avocat. Maire le 05/02/1805 par décret impérial Adjoint : Picot |  |
|               | Jean-Baptiste Poublan-Serres (1773-1859)         | 1809 - 1813                        |               | Fonctionnaire. Maire le 28/12/1809 par décret impérial Adjoint : Picot |  |
|               | Élie-Hilarion Bordenave, d'Abères (1739-1825)    | 1813 - 1814                        |               | Maire le 30/06 ou le 01/07/1813 par décret impérial Adjoint : Picot, Terrier |  |
|               | Charles Marie de Perpignàa (1777-1840)           | 1814 - 1815                        |               | Désigné comme Maire le 11/04/1814 par Bordenave d'Abère souffrant. Maire le 06/06/1814 par ordonnance royale |  |
|               | Jean Gachet (1777-1835)                          | 1815 (Les Cent jours)              |               | Négociant. Maire le 23/05/1815 par Ordonnance impériale |  |
|               | Charles Marie de Perpignàa                       | 1815 - 1830                        |               | Reprise de fonction le 19/07/1815 Adjoint : Deyt, Picard |  |
|               | Picard                                           | 1830                               |               | Désigné par le Conseil municipal le 04/04/1830 pour faire fonction provisoirement de Maire |  |
|               | Jean-Baptiste Gachet (1774-1836)                 | 1830 - 1836                        |               | Sous-intendant militaire Maire le 20/09/1830 par Ordonnance royale Adjoint :Laborde puis Castetnau, Blandin Décédé en fonction le 27/06/1836 |  |
|               | Joseph Nogué                                     | 1838 - 1848                        |               | |  |
|               | André Manescau (1791-1875)                       | 1843 - 1848                        |               | Avocat, maitre de poste Maire le 23/07/1843 par ordonnance royale Adjoints : Castetnau, Terrier |  |
|               | Bégué                                            | 1848                               |               | |  |
|               | Jacques-Antoine Viard (1784-1849)                | 3 mai au 23 septembre 1848         |               | Ingénieur des Ponts et chaussées. Maire le 03/05/1848 par arrêté du Gouvernement provisoire Adjoints: Sicabaig, Baile Démissionne pour raison de santé le 3/09/1848 Sicabaig fait fonction de Maire |  |
|               | Joseph Nogué                                     | 1848                               |               | Député des Basses-Pyrénées |  |
|               | Jean-Baptiste Castetnau (An VII-1874)            | 1849 - 1852                        |               | Maire le 24/04/1849 par arrêté du Président de la République Adjoints: Langlès, Terrier |  |
|               | Dufau                                            | 1852                               |               | |  |
|               | Jean-Baptiste Castetnau (An VII-1874)            | 1855 - 1860                        |               | Maire le 24/05/1855 - démission le 06/01/1860 Abbadie : président de la Commission municipale le 31/01/1860, désigné par arrêté du Ministre de l'Intérieur suspendant le Conseil municipal jusqu'au prochaines élections |  |
|               | Abbadie                                          | 1860                               |               | |  |
|               | Patrick O'Quin (1822-1878)                       | 1860 - 1865                        |               | Député des Basses-Pyrénées |  |
|               | Raymond Larrabure                                | 1865 - 1869                        |               | Député des Basses-Pyrénées de 1849 à 1869. Sénateur des Basses-Pyrénées en 1869. Vice-président du conseil général des Basses-Pyrénées. Chevalier de la Légion d'honneur. |  |
|               | Henri Lacadé                                     | 1869 - 1870                        |               | |  |
|               | Sébastien Langlès                                | 1871 - 1875                        |               | |  |
|               | Aristide de Monpezat                             | 1875 - 1881                        |               | Arrière-grand-père de Henri de Laborde de Monpezat, prince consort de Danemark. |  |
|               | Nicolas Renault                                  | 1881 - 1884                        |               | |  |
|               | Jacques Vigné                                    | 1884 - 1888                        |               | |  |
|               | Henri Faisans                                    | 1888 - 1908                        |               | Sénateur des Basses-Pyrénées de 1909 à 1922. |  |
| XXe siècle    |                                                  |                                    |               | |  |
|               | Alfred de Lassence                               | 1908 - 1919                        |               | |  |
|               | Gaston Lacoste                                   | 1919 - 1925                        |               | |  |
|               | Louis d'Iriart d'Etchepare                       | 1925 - 1927                        | AD            | Député des Basses-Pyrénées de 1900 à 1924 Chevalier de la Légion d'honneur. |  |
|               | Alfred de Lassence                               | 1927 - 1930                        |               | |  |
|               | Alfred Steck                                     | 1930 - 1932                        |               | |  |
|               | Gaston Lacoste                                   | 1932 - 1936                        |               | |  |
|               | Pierre Verdenal                                  | 1937 - 1944                        |               | |  |
|               | Henri Lapuyade                                   | 27 novembre 1944 - 25 octobre 1947 | Radical       | Président du Conseil général des Basses-Pyrénées de 1945 à 1949. Conseiller général de Monein de 1919 à 1956 |  |
|               | Louis Sallenave                                  | 25 octobre 1947 - 26 mars 1971     | Centre droit  | |  |
|               | André Labarrère                                  | 26 mars 1971 - 16 mai 2006         | PS            | Député de 1967 à 1968, et de 1973 à 2001, Sénateur de 2001 à 2006, Président de la communauté d'agglomération de Pau-Pyrénées, Président du conseil d'administration du Pôle de santé François Mitterrand de Pau (centre hospitalier), Ministre chargé des relations avec le Parlement (1981-1986), Président du Conseil régional d'Aquitaine de 1979 à 1981, Vice-président de l'Assemblée Nationale de 1973 à 1974, Président de l’association des éco-maires de 1989 à 1999 |  |
| XXIe siècle   |                                                  |                                    |               | |  |
| .             | Martine Lignières-Cassou (intérim)               | 16 - 30 mai 2006                   | PS            | Première adjointe au maire de Pau Députée de la 1re circonscription des Pyrénées-Atlantiques |  |
|               | Yves Urieta                                      | 30 mai 2006 - 21 mars 2008         | PS puis GM    | Président de la Communauté d'agglomération de Pau-Pyrénées |  |
|               | Martine Lignières-Cassou                         | 21 mars 2008 - 4 avril 2014        | PS            | Députée de la 1re circonscription des Pyrénées-Atlantiques Présidente de Pau Porte des Pyrénées Communauté d'agglomération |  |
|               | François Bayrou                                  | Depuis le 4 avril 2014             | MoDem         | Président de la communauté d'agglomération Pau Béarn Pyrénées depuis 2017 Garde des Sceaux, ministre de la Justice (17 mai-21 juin 2017) Premier ministre français depuis 2024 |  |

## Compléments